# 羅斯汗國
羅斯汗國，是現代歷史學家用作指代東歐一個地區的稱謂，具體指稱據說由羅斯人所建立的一個國家或城市集團。
該地區當時的人口由波羅的海人，斯拉夫人，芬蘭人，突厥人，匈牙利人和挪威人組成。該地區也是瓦良格人，東斯堪的納維亞冒險家，商人和海盜的經營場所。
這個時期被認為是羅斯民族起源中一個獨特的時代，為基輔羅斯的前身。

## 影響
9世紀末，東正教教主對羅斯展開基督教化，在俄羅斯西北部的所有城市幾乎被大火燒毀。一些定居點在大火之後被永久遺棄。
這種政治動盪的時期，首領朱克曼把注意力轉向伏爾加河與第聶伯河。率居民在拉多加和諾夫哥羅德及北歐定居，人口快速增長。在10世紀一個貿易據點於第聶伯建立，演變為現今的斯摩棱斯克。另一個在第聶伯河的據點，基輔，發展成為一個重要的城市。